# Drummond-North Elmsley
Drummond-North Elmsley to gmina (ang. township) w Kanadzie, w prowincji Ontario, w hrabstwie Lanark.
Powierzchnia Drummond-North Elmsley to 364,84 km².
Według danych spisu powszechnego z roku 2001 Drummond-North Elmsley liczy 6670 mieszkańców (18,28 os./km²).